# Gunyo Poniente
Gunyo Poniente, även San José Gunyo, är en ort i Mexiko, tillhörande kommunen Aculco i den nordvästra delen av delstaten Mexiko, i den centrala delen av landet. Orten hade 2 138 invånare vid folkräkningen 2010, och är det tredje största samhället i kommunen sett till befolkning.